# Újezd nad Lesy
Újezd nad Lesy (en allemand : Aujest am Walde) est un quartier pragois situé dans l'est de la capitale tchèque, appartenant à l'arrondissement de Prague 21, d'une superficie de 1 014,9 hectares est un quartier de Prague. En 2018, la population était de 10 822 habitants.
La ville est devenue une partie de Prague en 1974.